# فرودگاه اسپیس پورت آمریکا
فرودگاه اسپیس پورت آمریکا (به انگلیسی: Spaceport America) یک فرودگاه شرکت سهامی خاص با کد یاتا 90NM است که یک باند فرود بتن دارد و طول باند آن ۳۰۴۸ متر است. این فرودگاه در کشور ایالات متحده آمریکا قرار دارد و در ارتفاع ۱۴۰۱ متری از سطح دریا واقع شده است.